# شرکت بارنوم و رینگلینگ
شرکت بارنوم و رینگلینگ (انگلیسی: Barnum & Ringling, Inc.) یک فیلم کمدی صامت کوتاه آمریکایی و از فیلم‌های دارودسته ما به کارگردانی رابرت اف. مک‌گاون است که در سال ۱۹۲۸ منتشر شد. از بازیگران این فیلم می‌توان به اولیور هاردی، جو کاب، جکی کاندون، جین دارلینگ، آلن هاسکینز، جی آر. اسمیت، بابی هاچینس، هری اسپیر، جرج بی. فرنچ، دورتی کابرن، ویلیام گیلسپی، چارلز کینگ، یوجین پلت، میلدرید کورنمن، می والاس و ادنا ماریون اشاره کرد.